# Bulbophyllum alticaule
Bulbophyllum alticaule là một loài phong lan thuộc chi Bulbophyllum.